# Suo Gân

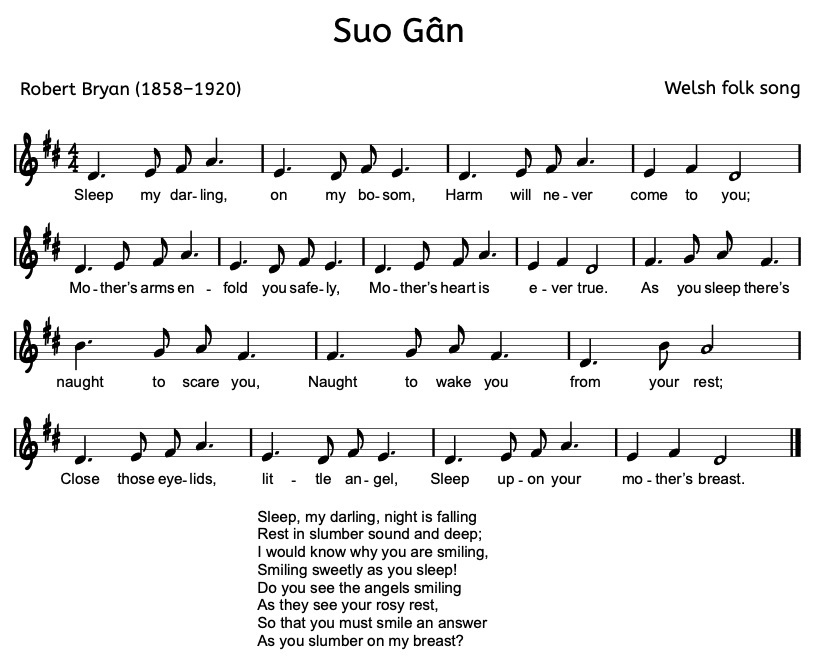
Notas musicais da canção Suo Gân

Suo Gân é uma cantiga de embalar tradicional de Gales, de autor anónimo.
Crê-se que terá sido documentada em pauta por volta de 1800. A letra foi recolhida pelo etnomusicólogo galês Robert Bryan (1858-1920).
A música tornou-se internacionalmente conhecida como tema recorrente do filme Império do Sol. É também muito executada pelo Coral dos Meninos de Viena.

## Letra
| Huna blentyn ar fy mynwes Clyd a chynnes ydyw hon; Breichiau mam sy'n dynn amdanat, Cariad mam sy dan fy mron; Ni cha' dim amharu'th gyntun, Ni wna undyn â thi gam; Huna'n dawel, annwyl blentyn, Huna'n fwyn ar fron dy fam. Huna'n dawel, heno, huna, Huna'n fwyn, y tlws ei lun; Pam yr wyt yn awr yn gwenu, Gwenu'n dirion yn dy hun? Ai angylion fry sy'n gwenu, Arnat ti yn gwenu'n llon, Tithau'n gwenu'n ôl dan huno, Huno'n dawel ar fy mron? Paid ag ofni, dim ond deilen Gura, gura ar y ddôr; Paid ag ofni, ton fach unig Sua, sua ar lan y môr; Huna blentyn, nid oes yma Ddim i roddi iti fraw; Gwena'n dawel yn fy mynwes Ar yr engyl gwynion draw. | Dorme meu bebé, no meu peito, Tens à volta os braços de uma mãe. Faz um ninho cómodo e quente. Sente o meu amor para sempre novo. Nada de mal te irá acontecer, A dor sempre passará longe de ti. Amada criança, perto irás ter sempre, Em suave dormir, o peito da mãe. Dorme esta noite em paz, dorme, Oh suave dormir, que maravilha. Um sorriso se vê no sono profundo, O que tornará o teu rosto brilhante? Será que os anjos do alto para ti sorriem, No teu sono tranquilo? Brilharás tu durante o tranquilo sono No peito de tua mãe? Não temas o som, é só a brisa A empurrar as folhas para a porta. Não receies os murmurantes mares, As ondas sozinhas a bater na costa. Dorme meu menino, nada há aqui, Enquanto dormitas no meu peito, Os anjos sorriem, nada temas, Santos anjos guardam o teu descanso. |